# Junior Witter
Junior Witter (* 10. März 1974 in Bradford, West Yorkshire, England) ist ein britischer Boxer im Halbweltergewicht. 
Im Februar 1999 errang er den vakanten Weltmeistertitel des kleinen, unbedeutenden Verbandes WBF. Am 15. September 2006 wurde er durch einen einstimmigen Punktsieg gegen den US-Amerikaner DeMarcus Corley IBF-Weltmeister.